# Chiesa di Santa Maria Novella (Bracciano)
Il convento e la chiesa di Santa Maria Novella sono un complesso religioso di Bracciano originariamente appartenente agli Agostiniani. Nel convento hanno ora sede il Museo Civico, l'Archivio storico comunale ed alcuni ufficio comunali.

## Storia
Il complesso conventuale di Santa Maria Novella ha origine nel 1436 per volontà del cardinale Giordano Orsini, che volle dare maggiore assistenza spirituale alla comunità di Bracciano. Papa Eugenio IV, al quale il cardinale Orsini era molto vicino, con una propria bolla donò all'ordine agostiniano una casa in Bracciano per fondare un convento fornito di Chiesa, campanile e orti. La comunità agostiniana si trasferì, quindi, in paese da San Liberato. In quel periodo la casa donata dal papa si trovava fuori dalle mura medievali del castrum.

## La Chiesa
La costruzione della chiesa iniziò, con molta probabilità, poco dopo il trasferimento dei frati e si prolungò non poco nel tempo. Una lapide posta all'interno della chiesa riporta al 1580 la data della consacrazione ufficiale. Nei primi anni del 1600 venne completato il campanile, che appare ancora in costruzione in un dipinto dei fratelli Zuccari conservato nel castello Odescalchi datato al 1560. Nel corso del Seicento la comunità agostiniana crebbe e fu necessario adeguare la chiesa e il convento al maggiore numero di frati e di conversi
La chiesa subì un primo ampliamento nel 1628/30 su progetto dell'architetto Orazio Turriani, che fece allungare la navata ricavando due nuove cappelle e ridisegnò la facciata, eliminando la piccola piazza che era originariamente davanti alla chiesa. Nel 1660 fu allungato il coro, che era diventato troppo piccolo per il gran numero dei frati e dei novizi. Pochi anni prima era infatti stato istituito nel convento uno studio di logica e filosofa per i novizi dell’Ordine agostiniano. Nello spazio sottostante fu costruita una prima sagrestia, della quale la chiesa era probabilmente ancora priva. Nel 1692 fu costruito l'altare maggiore ancora oggi visibile nella chiesa.
Un nuovo sostanziale ampliamento interessò la chiesa a partire dal 1764, su progetto dell’architetto Nicola Fagioli. Sarebbe più esatto dire che la chiesa fu demolita e ricostruita: si salvò infatti solo l’altar maggiore costruito nel 1692. I lavori durarono otre trent’anni: fu costruita l’attuale sagrestia e, oltre alla chiesa, furono ristrutturate anche le facciate esterne del convento: l’edificio visibile oggi è frutto di quei lavori. L’inaugurazione della nuova chiesa, non ancora consacrata, avvenne nel 1797.
Nelle tre cappelle a destra entrando sono esposti tre dipinti realizzati nel 1794 da Giuseppe Tori, un frate agostiniano allievo del Kuntze; i tre dipinti hanno per soggetto santi agostiniani. Nella cappella più vicina all'ingresso l’Elemosina di San Tommaso di Villanova, nella seconda la morte di San Nicola da Tolentino e nella terza la Madonna della cintola con Sant’Agostino e Santa Monica.
Il monumentale altar maggiore divide lo spazio destinato ai fedeli dal coro retrostante, destinato ai frati. L’altare, costruito tra il 1692 ed il 1696 su progetto dell’arch. Domenico Rainaldi, è decorato da un bellissimo paliotto di marmo intarsiato e dalle  statue di S. Agostino e di S. Monica scolpite da Giovanni Francesco Torriani. L’affresco nell’abside, raffigurante l’Assunzione di Maria, è del pittore polacco Taddeo Kuntze, che lavorava per l'Ordine Agostiniano. In sagrestia è conservata un’altra bella tela di Kuntze raffigurante la Pietà.
I dipinti nelle tre cappelle a sinistra raffigurano una Crocifissione del 1700, il Transito di San Giuseppe dipinto da Pietro Gagliardi (1809-1890) e l’Estasi di Santa Chiara da Montefalco, dipinto di Giacomo Zoboli.

## Il Convento

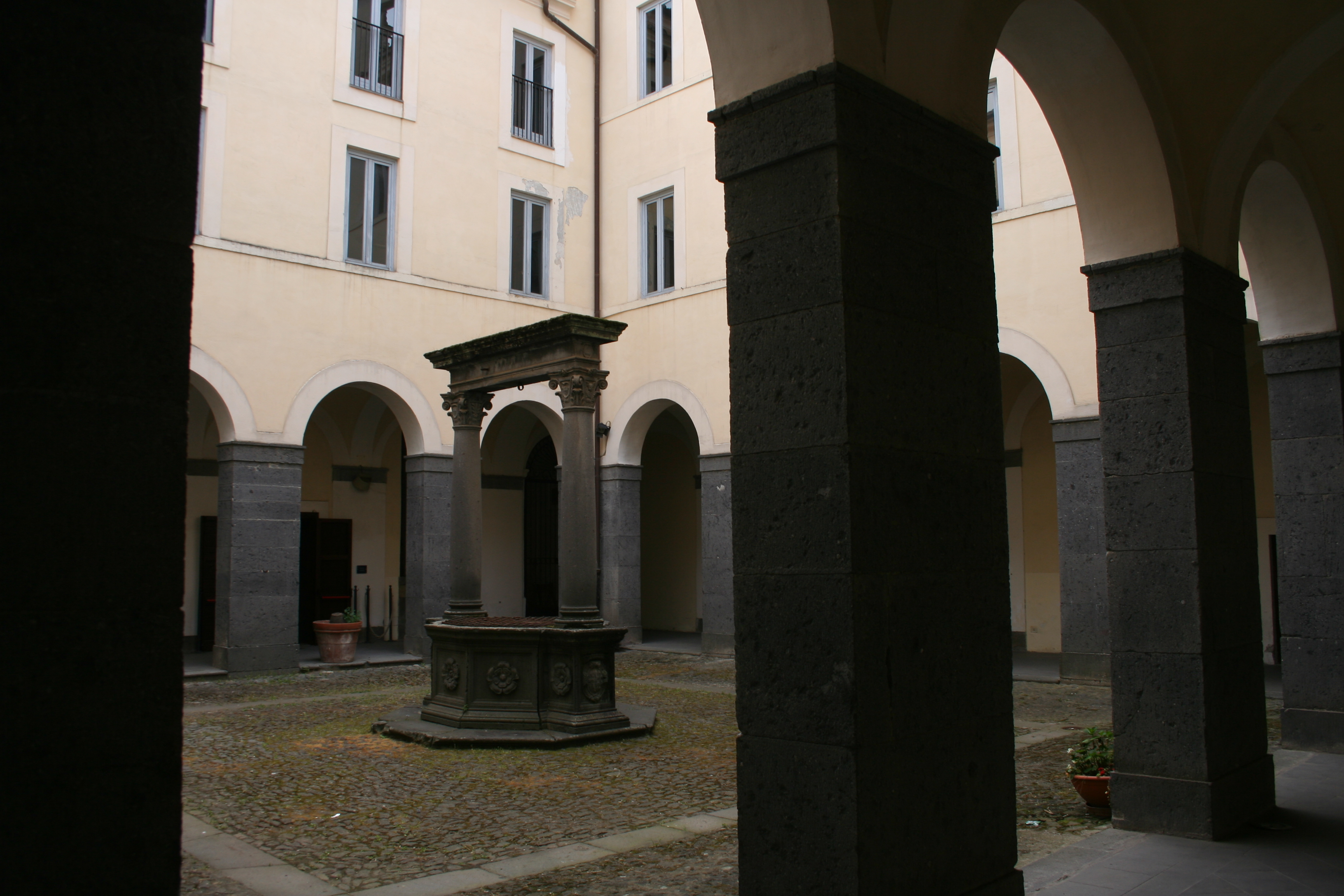
Il chiostro del convento

Alla fine del  XV secolo il convento fu compreso all'interno della nuova cinta muraria, costruita  per la difesa del castello, costruito dalla famiglia Orsini a partire da una rocca medievale. In quel periodo la dimensione del complesso conventuale era piuttosto limitata; c'erano certamente  la chiesa (in costruzione) e la casa donata da Giordano Orsini e una serie di botteghe sul lato della piazza, come documentato dal catasto del 1568. Risale al XVI secolo il pozzo attualmente posto al centro del chiostro, che testimonia con lo stemma inquartato Orsini-Medici le nozze tra Paolo Giordano I Orsini e Isabella De' Medici, figlia di Cosimo I, celebrate nel 1556.
Tra il 1600 e la prima metà del 1700 il convento subì diversi ampliamenti in seguito all’aumento del numero di frati e dei novizi residenti: l’edificio fu quindi interessato spesso da lavori per nuove costruzioni e soprelevazioni delle parti esistenti. Quello di Bracciano era un convento abbastanza importante per l’Ordine agostiniano, tanto che nel 1648 vi fu istituita una scuola di logica e filosofia per i novizi. I giovani chierici erano affidati alle cure di un rettore e dovevano seguire precise regole di comportamento, che è ancora possibile leggere nei libri capitolari del convento conservati in archivio.
Nel primi anni del 1700 i frati acquistarono le case e le botteghe su quella che è oggi piazza Mazzini per l’ultimo e definitivo ampliamento del convento, che dopo i lavori assunse la forma attuale: per collegare i vari piani fu necessario costruire la grande scala che partendo dal chiostro collegava tutti i piani del convento.
A quel periodo risale il bell’affresco raffigurante S. Agostino che si trova nella sala conferenze al primo piano, che un tempo era la sala capitolare del convento. La sala capitolare era la sala comune dei monaci. Lì si leggevano i “capitoli” della Regola agostiniana e si discutevano i problemi e le esigenze della comunità monastica. Nel Capitolo potevano parlare solo i monaci; eventuali persone ammesse non avevano diritto di intervenire (ancora oggi si una l’espressione “non avere voce in capitolo”).
A seguito della decisione del Regno d’Italia di eliminare gli ordini religiosi il convento passò di proprietà allo Stato e, nel 1873, al Comune, che lasciò la chiesa aperta al culto e destinò l'edificio ad usi diversi: scuole elementari, asilo, ufficio postale, e dai primi anni del 1900, Pretura (in seguito uffici del Tribunale) e carcere.
Tra il 1998 ed il 2003 l’edificio è stato completamente restaurato dal Comune, con i contributi dello Stato e della Comunità Europea, e destinato a Museo Civico, Archivio Storico ed uffici comunali.